# Портівське
Портівське́ — село (до 2011 року — селище) Мангушської селищної громади Маріупольського району Донецької області.

## Загальні відомості
Розташоване за 129 км від обласного центру. Відстань до центру громади становить близько 12 км і проходить автошляхом місцевого значення. Населення 624 особи (2001).

## Населення
За даними перепису 2001 року населення села становило 624 особи, з них 9,29 % зазначили рідною мову українську та 90,54 % — російську.